# David Every Konstant
David Every Konstant (* 16. Juni 1930 in London; † 9. Oktober 2016) war ein britischer Geistlicher und römisch-katholischer Bischof von Leeds.

## Leben
David Konstant trat nach seinem Studium am Christ’s College (Master of Arts) in Cambridge und an der Universität London (Erziehungswissenschaften) in das St Edmund's College in Ware ein und studierte Philosophie und Theologie. Am 12. Juni 1954 empfing er die Priesterweihe durch den Erzbischof von Westminster Bernard Griffin. Er war anschließend als Lehrer und Dozent am Christ’s College, Universität London sowie dem St Edmund's College tätig. Nach weiteren pädagogischen Positionen wurde er 1970 Direktor des Westminster Religious Education Centre.
Papst Paul VI. ernannte ihn am 28. März 1977 zum Weihbischof in Westminster und Titularbischof von Betagbarar. Der Erzbischof von Westminster, George Basil Kardinal Hume OSB, spendete ihm am 25. April desselben Jahres die Bischofsweihe; Mitkonsekratoren waren die Weihbischöfe in Westminster Gerald Mahon MHM und Victor Guazzelli.
Am 12. Juli 1985 wurde er durch Papst Johannes Paul II. zum Bischof von Leeds ernannt und am 25. September desselben Jahres in das Amt eingeführt. Er hatte zahlreiche Ämter in der Bischofskonferenz von England und Wales inne. Papst Johannes Paul II. nahm am 7. April 2004 seinen gesundheitsbedingten Rücktritt an.
Für sein Wirken wurde er 2004 mit der Ehrendoktorwürde der Rechtsfakultät der Leeds Metropolitan University und 2006 von der University of Bradford ausgezeichnet. Er ist Namensgeber der Bishop Konstant Catholic Multi Academy Trust, einer Bildungsinitiative im Bistum Leeds.

## Schriften
- A Syllabus of Religious Instruction for Catholic Primary Schools, 1967
- A Syllabus of Religious Instruction for Catholic Secondary Schools, 1968
- Beginnings, 1970 mit John Cumming
- A Liturgy Of Life, 1975
- A Liturgy Of Sorrow, 1975
- Forgiveness, 1976 mit Dolores Dodgson
- A Penitent’s Prayer Book, 1976
- Bidding Prayers For The Church’s Year, 1976
- Religious Education for Catholic Secondary Schools: The First Three Years, 1976
- Jesus Christ: The Way, The Truth, The Life, 1981
- Jesus Christ: The Way, The Truth, The Life: Praying the Rosary, 1985
- Jesus Christ: The Way, The Truth, The Life: Praying The Gospel, 1996
- The Faith of the Catholic Church: A Summary, 2000
- Jesus Christ: The Way, The Truth, The Life, 2001
- The Mysteries of the Rosary, 2006
- Bread Broken: journey through the Cross, 2008 (DVD 2009)
- Post Scripts: Some Pieces from Yorkshire, 2009